# No Man's Land (Jacques Higelin)
No Man's Land è un album del cantautore francese Jacques Higelin, pubblicato dall'etichetta discografica Pathé con distribuzione EMI nell'aprile 1978.
L'album è prodotto dallo stesso interprete, che è anche l'unico autore di tutti i brani.

## Tracce

### Lato A
1. Banlieue Boogie Blues
2. Pars
3. Denise
4. Un aviateur dans l'ascenseur
5. Lettre à la p'tite amie de l'ennemi public n° 1

### Lato B
1. L... comme beauté
2. Les robots
3. L'amour sans savoir ce que c'est